# Си-ла-Коммюн
Си-ла-Коммю́н (фр. Cys-la-Commune) — коммуна во Франции, находится в регионе Пикардия. Департамент коммуны — Эна. Входит в состав кантона Фер-ан-Тарденуа. Округ коммуны — Суасон.
Код INSEE коммуны — 02255.

## Население
Население коммуны на 2010 год составляло 152 человека.
| 1962 | 1968 | 1975 | 1982 | 1990 | 1999 | 2010 |
| ---- | ---- | ---- | ---- | ---- | ---- | ---- |
| 132  | 144  | 126  | 127  | 120  | 127  | 152  |

## Экономика
В 2010 году среди 101 человека трудоспособного возраста (15—64 лет) 77 были экономически активными, 24 — неактивными (показатель активности — 76,2 %, в 1999 году было 65,1 %). Из 77 активных жителей работали 65 человек (35 мужчин и 30 женщин), безработных было 12 (4 мужчины и 8 женщин). Среди 24 неактивных 9 человек были учениками или студентами, 11 — пенсионерами, 4 были неактивными по другим причинам.